# Barre d'outils

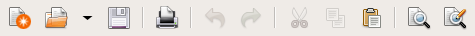
Barre d'outils de gedit sous Ubuntu.

En informatique, une barre d'outils en anglais : toolbar est un élément de base des interfaces graphiques (un widget) qui regroupe en une barre plusieurs boutons. Il s'agit donc d'une rangée d'icônes regroupées en un bloc, qui dans la plupart des logiciels, peuvent être retirées ou ajoutées de l'interface graphique.
La première barre d'outils est apparue sur le Xerox Alto en 1973.
Les barres d'outils sont présentes, par exemple, dans les logiciels de traitement de texte et les navigateurs web. Il existe, pour ces deux derniers logiciels, bon nombre de programmes permettant d'ajouter des barres d'outils, notamment Barre d'outils Google et Windows Live Toolbar.
Bien que certaines barres d'outils provenant d'origines tierces sont sûres et ajoutent des fonctionnalités intéressantes aux programmes où elles sont installées, d'autres barres d’outils tierces sont malveillantes. Une fois installées, ces barres malveillantes introduisent des chevaux de Troie qui agissent comme des portes dérobées. Ces portes dérobées sont souvent utilisées par des logiciels malveillants pour bombarder l'utilisateur d'annonces publicitaires intempestives. Les barres d'outils malveillantes sont souvent difficiles à désinstaller et ne peuvent être désinstallées que par des informaticiens expérimentés.